# Hippocampus histrix
 Hippocampus histrix és una espècie de peix de la família dels singnàtids i de l'ordre dels singnatiformes.

## Morfologia
Els mascles poden assolir els 17 cm de longitud total.

## Distribució geogràfica
Es troba des de Tanzània i Sud-àfrica fins a les Hawaii, Tahití, el Japó, Nova Caledònia i el Mar d'Arafura.